# Rolf Kasparek
Rolf Kasparek (Hamburgo, 1 de julho de 1961). Também conhecido como Rock 'n' Rolf, é um cantor e guitarista  alemão e fundador da banda de heavy metal Running Wild.
Foi um dos pioneiros do heavy metal na Alemanha e sua banda influenciou várias outras como Edguy, Helloween, Blind Guardian e Masterplan e outras tantas espalhadas pelo mundo todo. Inclusive, essas bandas chegaram a abrir shows para o Running Wild. 
Foi o primeiro a abordar a temática pirata no heavy metal, criando uma marca registrada do Running Wild. Ao invés das tradicionais lendas de piratas, Rolf foca suas letras em história geral. 
Infelizmente a trajetória da banda também é marcada pela inconsistência na formação, o que tornou o Running Wild um projeto pessoal de Rolf que gostaria que todos os músicos tivessem direitos e responsabilidades, assim como 100% de dedicação. Mas, nem todos entendiam isso. Muitos saíram, pois não estavam se enquadrando nesse perfil. Era simples: ou fazia tudo certo ou era mandado embora. Um fato curioso sobre essas mudanças é que até hoje não se sabe o real motivo da saída de Axel Morgan e Stefan Schwarzmann da banda, em 1992, após a turnê do álbum Pile of Skulls. 
Em 2009 o Running Wild anunciou sua despedida do durante o Wacken Open Air.
Após breve hiato, em 2011, Rolf Kasparek anunciou no site oficial do Running Wild anunciou seu retorno.

## Discografia

### Álbuns de estúdio
- Gates to Purgatory (1984)
- Branded and Exiled (1985)
- Under Jolly Roger (1987)
- Port Royal (1988)
- Death or Glory (1989)
- Blazon Stone (1991)
- Pile of Skulls (1992)
- Black Hand Inn (1994)
- Masquerade (1995)
- The Rivalry (1998)
- Victory (2000)
- The Brotherhood (2002)
- Rogues en Vogue (2005)
- Shadowmaker (2012)
- Resilient (2013)
- Rapid Foray  (2016)

## Fases vocais
Rolf é formado em guitarra e canto pela escola de música de Hamburgo. Durante sua carreira possuiu diversos estilos musicais:

### Primeira fase
Vocal agressivo, lembrando o thrash metal 
- Gates To Purgatory
- Branded & Exiled
- Under Jolly Roger (Fase de Transição)

### Segunda fase
Vocal mais limpo, lembrando muito Biff Byford, do Saxon. 
- Port Royal
- Death Or Glory
- Blazon Stone

### Terceira fase
Começa a mesclar a voz agressiva com a voz técnica, ganha originalidade e a ter seu próprio estilo. 
- Pile Of Skulls
- Black Hand Inn
- Masquared
- The Rivalry
- Victory
- The Brotherhood
- Rouges en Vogue